# Kazimierz Klupś
Kazimierz Klupś (ur. 24 lutego 1932 w Kunowie) – polski działacz polityczny, poseł na Sejm PRL VII kadencji (1976–1980). 

## Życiorys
W 1951 wstąpił do Polskiej Zjednoczonej Partii Robotniczej. Na Politechnice Poznańskiej uzyskał tytuł inżyniera budownictwa lądowego. W latach 70. sprawował funkcje dyrektorskie w Wągrowcu, był też radnym Wojewódzkiej Rady Narodowej w Pile. 2 grudnia 1976 objął mandat posła na Sejm PRL VII kadencji jako następca zmarłego Zygmunta Januzika. 
Od 5 lipca 2001 sprawuje funkcję prezesa zarządu spółki budowlanej „Gribud”.

## Odznaczenia
- Krzyż Kawalerski Orderu Odrodzenia Polski
- Srebrny Krzyż Zasługi
- Medal 30-lecia Polski Ludowej